# Iorga-intézet Nemzetiségtörténeti Osztálya
Iorga-intézet Nemzetiségtörténeti Osztálya, teljes nevén Nicolae Iorga Történettudományi Intézet Nemzetiségtörténeti Osztálya – az 1936-ban Nicolae Iorga neves román történész alapította bukaresti intézmény 1971-ben alakult részlege.

## Története (1971–1989)
Az intézet 1948-tól – a tudományos élet átszervezése után – a Román Akadémia keretében működött 1971-ig, amikor az új Társadalmi és Politikai Tudományok Akadémiája vette át. Vezető szerepet tölt be a romániai történelemkutatásban, 1965 óta viseli alapítójának nevét. Munkásságát nemzeti és egyetemes történeti kutatásra, forráskiadásra, a történetírás elméleti és módszertani kérdéseinek feldolgozására összpontosítja. Fontosabb forráskiadványai: Documenta Romaniae Historica (a Documente Hurmuzaki új sorozata); Călători străini despre ţările române; Inscripţiile medievale ale României; Cronicile medievale ale României. Az intézet égisze alatt jelent meg az Istoria României II–IV. kötete.
Az intézet széles nemzetközi kapcsolatokat tart fenn, s hat munkatársa ma doktori disszertációk irányítását biztosítja a következő szakterületeken: Románia középkori, újkori és legújabb kori története, egyetemes középkori történelem. Munkatársainak száma meghaladja a hatvan kutatót, könyvtára több mint százhúszezer kötetből áll. A keretében 1971-ben létrehozott Nemzetiségtörténeti Osztály feladata a romániai nemzetiségek, mindenekelőtt a romániai magyarság történetének kutatása volt, figyelembe véve, hogy a német nemzetiség történetével Nagyszebenben külön akadémiai kutatóközpont foglalkozik. Az intézeti osztályok felszámolása óta a romániai magyar történetkutatás külön Nemzetiségtörténeti Kutatócsoport keretében folyik, melynek munkatársai a következők:
Demény Lajos intézeti főmunkatárs 1971 óta irányítja a munkacsoportot. Folytatja a Székely Oklevéltár újabb köteteinek előkészítését, Bethlen Gábor és kora c. munkájával (1982) járult hozzá a fejedelem emlékezetének korszerű felújításához, majd a Dózsa-monográfiáján dolgozok.
Iancu Bidian 1971 és 1976 között dolgozott a Nemzetiségtörténeti Osztályon, az erdélyi szászok XV–XVII. századi gazdaságtörténetével foglalkozott. Csucsuja István 1975 és 1979 között tartozott a kutatócsoporthoz. A romániai magyar haladó erők felfogása az 1848–49-es erdélyi forradalomról foglalkoztatta az MNT számára írt tanulmányában (1976), majd két kötetben is feldolgozta az 1877-es román függetlenségi háború erdélyi kapcsolatait (1977). Vekov Károly 1972 óta vesz részt a nemzetiségtörténeti kutatásban, tárgyköre Erdély XII–XVI. századi története. Dolgozata jelent meg Începuturile literaturii istorice din Transilvania în limba maghiară în secolul al XVI-lea c. alatt a Studii şi materiale de istorie medie c. kötetben (1978). Tüdős S. Kinga fordító 1981 márciusban lett tagja a munkacsoportnak. Közreműködött a romániai magyarság művelődéstörténeti kronológiájának összeállításában.
A Iorga-intézet Nemzetiségtörténeti Osztálya kiadványai: A magyar nemzetiség története és testvéri együttműködése a román nemzettel I. (tanulmánygyűjtemény, rövidítve MNT, 1976. A II. kötet sajtó alatt); Székely felkelés. 1595–1596 (Előzményei, lefolyása, következményei. Szerkesztette Benkő Samu, Demény Lajos, Vekov Károly. 1979); Székely Oklevéltár (Új sorozat I. Udvarhelyszéki törvénykezési jegyzőkönyvek 1569–1691. Közzéteszi Demény Lajos és Pataki József. 1983); A romániai magyar nemzetiség művelődéstörténeti kronológiája (előkészületben).